# Viaggio in paradiso (film 2012)
Viaggio in paradiso (Get the Gringo) è un film del 2012 diretto da Adrian Grünberg con protagonista Mel Gibson.

## Trama
Due rapinatori sfuggono alla polizia statunitense raggiungendo il Messico con un disperato volo in auto attraverso le barriere poste lungo la frontiera. La polizia messicana corrotta, visto il malloppo nell'abitacolo, ammontante a due milioni di dollari, si affretta a sistemare le cose, e mentre uno dei due fuggitivi, già ferito, muore, incarcera l'altro con un'accusa inventata, facendo scomparire il denaro. L'uomo, che non rivela a nessuno la sua vera identità, ma che per tutti è “il Gringo", viene portato nel carcere di "El Pueblito". Questo somiglia più a un ghetto degradato di una metropoli che a una prigione. Evadere però è quasi impossibile.
L'uomo capisce subito che deve procurarsi dei soldi per elevarsi e avvicinare in qualche modo le persone di potere di quel posto, che sottostanno tutti a un certo Javi, boss lì detenuto e di fatto massima autorità. Mentre opera uno dei suoi furti, l'uomo è scoperto da un bambino, con il quale c'è subito grande complicità. Ha 10 anni, vive con la madre ed è il figlio di un detenuto che è stato ucciso per poterne prelevare il fegato da trapiantare al boss Javi. Ed essendo lo stesso sempre ammalato, il bambino è da lui protetto per potersene eventualmente servire per un nuovo trapianto.
Il Gringo promette al bambino che non permetterà che venga usato così, e intanto informa la banda che la polizia locale gli ha sottratto due milioni di dollari senza avvisarli. Sui due poliziotti corrotti sono però già arrivati gli uomini di Frank, il boss rapinato, che di milioni ne rivendica quattro. I poliziotti vengono uccisi, ma subito dopo arrivano gli uomini di Javi che si prendono ciò che resta dei primi due milioni innescando una faida con l'altra banda.
Gli uomini di Frank fanno irruzione nel carcere dando luogo a una sanguinosa sparatoria nella quale il Gringo si distingue per audacia e salva la vita al fratello di Javi. Riesce così a convincere il boss a non ucciderlo, ma a lasciarlo uscire dal carcere con il compito di andare a uccidere Frank negli Stati Uniti. Compiuta la missione, viene a sapere dell'imminente nuovo trapianto di fegato di Javi, motivato dall'annunciata irruzione della polizia federale nel carcere sfuggito al controllo.
Il Gringo interviene appena in tempo per salvare il bambino e, sfruttando la confusione, recupera la refurtiva, quindi, presa anche la mamma del bambino, porta tutti quanti in salvo servendosi di un'ambulanza. Ritrovata poi l'auto della fuga da uno sfasciacarrozze, vi recupera gli altri due milioni di dollari e quindi col bambino e la donna può godersi una vita agiata.

## Promozione
Il trailer italiano del film è stato diffuso il 30 aprile 2012.

## Distribuzione
Il film è stato programmato nei cinema italiani a partire dal 1º giugno 2012.

## Produzione
La pellicola ha avuto un budget di 20 milioni di dollari.

## Accoglienza
Il film riceve su Rotten Tomatoes l'82% di recensioni positive, sulla base di 52 critiche professionali.